# 北浜 NEXU BUILD
北浜 NEXU BUILD（きたはまネクスビルディング）は、大阪府大阪市中央区北浜東にある超高層ビルである。旧名称、大阪大林ビルディング。

## 歴史
天神橋南詰の大阪市東区京橋3丁目（当時の町名。現在の中央区北浜東4番）に、1971年（昭和46年）1月23日に大林組80周年事業として着工。2年の工期ののち、1973年（昭和48年）1月25日に大阪大林ビルディングが完成した。高さは120ｍで、西日本初の超高層ビルであった。大林組大阪本店として使用してきたが、2013年（平成25年）5月に中之島のダイビル本館に移転。2014年（平成26年）1月には、建物名称が北浜 NEXU BUILDに変更された。

### 所有
- 当初、土地は大林組、建物は大林不動産（現在の大林新星和不動産）が所有していた[5]。
- 2006年（平成18年）6月に三菱UFJ信託銀行へ信託され、信託受益権をエートス・キャピタルが組成する特別目的会社（SPC）である「チェルシーアセット特定目的会社」へ譲渡された[5][6][7][8]。
- 2016年（平成28年）3月には、ケネディクスが組成したSPC「北浜特定目的会社」（同年9月に「北浜東銀河特定目的会社」に商号変更）に譲渡された[5][9]。
- 2018年（平成30年）10月にはCBREグローバルインベスターズが組成するSPC「Rooster特定目的会社」に譲渡され、信託が解除された[5][10][11]。
- 2022年（令和4年）11月には三井住友信託銀行に信託され、信託受益権が「東京オフィスEast2合同会社[12]」に譲渡された[5][13]。

## 建築
黒い外観が特徴で、シカゴのシアーズ・タワーに似ていると建設当初から話題になった。関西で初めてとなるダブルデッキエレベーターも採用された。各フロアはエレベーターホールを挟んで南北対称の配置となっている。設計は、大林組の若手設計士藤縄正俊が中心となって行われた。藤縄は、のちに同社の常務取締役に就任している。竣工当初は大阪で最も高いビルであったが、竣工翌月の1973年2月19日には高さ125mの大阪国際ビルディングが竣工しており、その期間はわずかであった。1974年には、日本建設業連合会主催の第15回BCS賞を受賞した。
最寄駅は、京阪本線・地下鉄堺筋線北浜駅から徒歩6分。または京阪本線・地下鉄谷町線天満橋駅から徒歩7分。

## 主な入居者
- パソナ・パナソニックビジネスサービス 本社（2階）[18]
- パナソニック オペレーショナルエクセレンス 調達部門 グローバル調達本部[19]
- 大和ハウスフィナンシャル 本社（9階）[20]
- 大和ハウスインシュアランス 本社（10階）[21]
- 大和リース 大阪本店（11階・12階）[22]
- ジェーシービー 大阪支社[23]

なお、当ビルの住所（大阪府大阪市中央区北浜東4番33号）を所在地（本店）として登記している法人は32法人ある（2023年8月4日時点）。